# Ендрю Селіскар
Ендрю Селіскар (англ. Andrew Seliskar, 26 вересня 1996) — американський плавець.
Учасник Олімпійських Ігор 2020 року.
Призер Чемпіонату світу з водних видів спорту 2019 року.
Переможець Пантихоокеанського чемпіонату з плавання 2018 року.
Переможець літньої Універсіади 2015 року.
Чемпіон світу з плавання серед юніорів 2013 року.